# 385. п. н. е.

## Догађаји
- Опсада Мантинеје